# Philippe Bühler
Philippe Bühler (* 29. November 1981 in Friedrichshafen) ist ein deutscher Pop-Sänger und Songwriter. Als Pseudonym benutzt er den Geburtsnamen seiner Mutter und nennt sich Philippe Heithier.

## Karriere
Überregional bekannt wurde Bühler Ende 2003 durch seine Teilnahme an der zweiten Staffel der Castingshow Deutschland sucht den Superstar, bei der er den dritten Rang erreichte.
Bühler zog sich nach seinem Ausscheiden im Februar 2004 zunächst zurück und trat nur im Rahmen kleinerer PR-Aktionen in der Öffentlichkeit auf. In der Zwischenzeit entstand in Zusammenarbeit mit Musikproduzenten wie Hamm & Bertoni, Ghostwriter Entertainment, Marek Pompetzki, Schallbau, Oja Tunes ein eigenes Album, das im Frühjahr 2006 hätte erscheinen sollen. Zu diesem Zeitpunkt verließ Bühler seine Plattenfirma Sony BMG und wechselte zum Independent-Label Luckysong. Die Vorabsingles Warum und Ich kann dich lieben erreichten Platz 22 und Platz 42 der deutschen Singlecharts. Das fertiggestellte Album Es ist so wie es ist wurde aus finanziellen Gründen nie veröffentlicht.
Im Jahr 2007 lernte Bühler Bushido kennen, mit dem er das Lied Wahrheit für dessen Album 7 aufnahm. Das Album verkaufte sich mehr als 200.000-mal und brachte Bühler eine Platin- und Goldplatte. Zeitgleich schrieb er das Album der Gruppe Bisou, das auf Bushidos Label ersguterjunge veröffentlicht wurde.
Bühler arbeitete 2007 weiterhin mit Jan Hammer und Terrance Quaites zusammen. Es entstand eine Neuauflage des Titels Crockett’s Theme von Jan Hammer, bei welchem Philippe auf dem R’n’B-Remix den Refrain sang. Im gleichen Jahr sang Philippe zudem für den deutschen Soundtrack von Disneys Himmel und Huhn den Titel Ganz knapp vorbei. Im Jahr 2008 schrieb er für Jimi Blue Ochsenknecht zwei Songs, die auch auf dem Album Mission Blue waren. Im gleichen Jahr entstanden für den Film Freche Mädchen zwei Titel, die von Wilson Gonzalez Ochsenknecht interpretiert wurden.
Im Mai 2010 kam das Album Kenneth allein zu Haus von Kay One heraus, auf dem Bühler Kay One bei insgesamt vier Tracks unterstützte. Zudem gründete er sein eigenes Tonstudio in Stuttgart. Im Jahr 2011 schrieb und produzierte Bühler für den Stuttgarter DJ und Modemacher Sascha Gerecht (DJ Pate No. 1, Rockstars&Angels). Bühler arbeitete 2012 wieder mit Kay One zusammen und produzierte für ihn das Lied Finale wir kommen.
Von 2015 bis 2018 betreute er als Vocalcoach die Kandidaten bei Deutschland sucht den Superstar. Philippe Bühler schrieb die Songs von Pietro Lombardi Nur ein Tanz, welcher am 15. Februar 2019 veröffentlicht wurde, und Es tut schon wieder weh, welcher am 8. Februar 2020 veröffentlicht wurde.

## Diskografie (Auswahl)
- 2004: Eigentlich schön – Eko Fresh, Azra, Chablife
- 2005: Warum (Single)
- 2006: Ich kann dich lieben (Single)
- 2007: Crockett’s Theme (R’n’B Remix)
- 2008: Wahrheit – Bushido
- 2010: Kenneth allein zu Haus – Kay One
- 2011: Searching for Love – Maurizio Inzahgi feat. Philippe Heithier
- 2013: V.I.P. – Kay One
- 2015: Nur ein Traum (JGUDZS) – Kay One
- 2015: Ikarus  (JGUDZS) – Kay One
- 2015: Fallschirm – Majoe
- 2015: Jedes deiner Worte – Majoe
- 2016: Unsterblich – Kay One
- 2016: Ewigkeit – Fard feat. Philippe Heithier
- 2017: Blutrote Augen – Majoe
- 2017: Danke – Majoe
- 2018: Jackie – Pillath
- 2018: Phänomenal – Pietro Lombardi
- 2019: Nur ein Tanz – Pietro Lombardi
- 2019: Bella Donna – Pietro Lombardi
- 2020: Es tut schon wieder weh – Pietro Lombardi
- 2020: Illusion – Sarah Schiffer